# Питерсон, Дебби
Дебора «Дебби» Мэри Питерсон (англ. Deborah «Debby» Mary Peterson); 22 августа 1961, Лос-Анджелес) — американская певица и барабанщица, участница группы The Bangles.

## Биография
В юности мечтала научиться играть на бас-гитаре как её кумир Пол Маккартни. Часто посещала репетиции группы Crista Galli, созданной её старшей сестрой Вики. Однако из-за проблемы с отсутствием постоянного ударника участницы группы предложили Дебби научиться играть на барабанах. Через несколько месяцев она официально вошла в состав группы и следующие несколько лет играла вместе с сестрой в различных коллективах с постоянно меняющимися названиями — Aishi, The Muze, The Fans, Those Girls. Среди ударников, на чьей игре она училась, сама Дебби называет Ринго Старра, Кита Муна, Чарли Уоттса, Брюса Гэри и Стюарта Коупленда.
После знакомства сестёр Питерсон с Сюзанной Хоффс в 1981 году Дебби вошла в состав новой группы, после смены названий (The Colours, The Bangs) превратившейся в The Bangles. До распада коллектива в 1989 году приняла участие в записи трёх альбомов, в которых помимо игры на барабанах исполняла ведущий вокал значительного количества песен, в том числе синглов Going Down to Liverpool и Be with You. Во время записи хита Walk Like an Egyptian планировалось, что она запишет основной вокал для одного из куплетов песни, однако продюсер остался неудовлетворён качеством её голоса и решил доверить партию Мишель Стил. Помимо этого в композиции вместо ударных использовалась драм-машина, в результате всё участие Дебби ограничилось лишь игрой на тамбурине.
В первой половине 90-х годов принимала участие в группах Smashbox и Kindred Spirit. В 1999 году вернулась в состав возрождённых The Bangles.

## Личная жизнь
С 1989 года замужем за звукоинженером Стивом Боттингом. Двое детей — сын Брайан и дочь Кира.

## Дискография

### The Bangles
- All Over the Place (1984)
- Different Light (1986)
- Everything (1988)
- Doll Revolution (2003)
- Sweetheart of the Sun (2011)

### Kindred Spirit
- Kindred Spirit (1995)[6][7]